# NGC 4460
NGC 4460 est une petite galaxie lenticulaire relativement rapprochée, vue par la tranche et située dans la constellation des 
Chiens de chasse. NGC 4460 a été découverte par l'astronome germano-britannique William Herschel en 1788.

## Caractéristiques
NGC 4460 présente une large raie HI et elle renferme des régions d'hydrogène ionisé.

### Distance
Sa vitesse par rapport au fond diffus cosmologique est de 737 ± 15 km/s, ce qui correspond à une distance de Hubble de 10,86 ± 0,79 Mpc (∼35,4 millions d'al).
À ce jour, six mesures non basées sur le décalage vers le rouge (redshift) donnent une distance de 7,690 ± 1,544 Mpc (∼25,1 millions d'al), ce qui est à l'extérieur des valeurs de la distance de Hubble. Cette galaxie, comme plusieurs de l'amas de la Vierge, est relativement rapprochée du Groupe local et on obtient souvent une distance de Hubble très différente en raison de leur mouvement propre dans le groupe où dans l'amas où elles sont situées. La distance de 7.69 Mpc est sans doute plus près de la réalité. Selon ces deux mesures, NGC 4460 se dirige vers le centre de l'amas en direction opposée à la Voie lactée. Notons que c'est avec la valeur moyenne des mesures indépendantes, lorsqu'elles existent, que la base de données NASA/IPAC calcule le diamètre d'une galaxie.

## Groupe de M106 et de M101
Selon A.M. Garcia, la galaxie NGC 4460 fait partie d'un groupe de galaxies qui compte au moins 24 membres, le groupe de M106 (désigné comme NGC 4258 dans l'article de A.M. Garcia). Les autres membres du New General Catalogue de ce groupe sont NGC 4144, NGC 4242, NGC 4248, NGC 4258, NGC 4449, NGC 4485, NGC 4490, NGC 4618, NGC 4625 et NGC 4736. La galaxie IC 3687 ainsi que 12 galaxies du Uppsala General Catalogue (UGC) complètent le groupe.
D'autre part, dans un article publié en 1998, Abraham Mahtessian indique que NGC 4460 fait partie d'un groupe plus vaste qui compte plus de 80 galaxies, le groupe de M101. Plusieurs galaxies de la liste de Mahtessian se retrouvent également dans d'autres groupes décrits par A.M. Garcia, soit le groupe de NGC 3631, le groupe de NGC 3898, le groupe de M109 (NGC 3992), le groupe de NGC 4051, le groupe de M106 (NGC 4258) et le groupe de NGC 5457.
Plusieurs galaxies des six groupes de Garcia ne figurent pas dans la liste du groupe de M101 de Mahtessian. Il y a plus de 120 galaxies différentes dans les listes des deux auteurs. Puisque la frontière entre un amas galactique et un groupe de galaxie n'est pas clairement définie (on parle de 100 galaxies et moins pour un groupe), on pourrait qualifier le groupe de M101 d'amas galactique contenant plusieurs groupes de galaxies.

## Amas de la grande Ourse et superamas de la Vierge
Les groupes de M101 et de M106 dont partie de l'amas de la Grande Ourse, l'un des amas galactiques du superamas de la Vierge.